# 蒙特港体育俱乐部
蒙特港体育俱乐部（西班牙語：Club de Deportes Puerto Montt）是智利足球俱乐部，位于蒙特港。俱乐部成立于1983年5月6日，球队现为智利足球乙級聯賽的球队。球队主体育场为可以容纳大约11,000人的Chinquihue地区球场。

## 球队荣誉
- 智利足球乙级联赛 冠军: 2002年

## 著名球员
- 罗德里格·巴拉
- 马塞洛·科拉莱斯
- 贾维尔·迪·格雷戈里奥
- 尼尔森·塔皮亚
- 马里奥·维尔纳